# Negombo
Negombo (tiếng Sinhala මීගමුව [mi ː ɡamuʋə]; tiếng Tamil: நீர்கொழும்பு [NIR koɭumbu]) là một thành phố lớn nằm ở bờ phía tây của đảo quốc Sri Lanka. Nằm bên cửa đầm, phá Negombo, thuộc tỉnh Tây, Sri Lanka.
Negombo là thành phố lớn thứ năm ở trong nước sau sau cố đô Colombo, Kandy, Jaffna và Galle và nó là thành phố lớn thứ hai của tỉnh Tây, sau Colombo. Thành phố là thủ phủ của Division Negombo, đây là một trong những trung tâm thương mại lớn ở Sri Lanka với khoảng 128.000 cư dân trong thành phố, cách thành phố Colombo khoảng 37 km về phía bắc. Negombo được biết đến với ngành công nghiệp đánh bắt cá rất lớn và những chợ cá lâu đời, sầm uất, và những bãi biển cát trắng đẹp với khách sạn hiện đại, nhà khách, nhà hàng, quán rượu và cuộc sống đêm.

## Nhân khẩu
Theo các số liệu thống kê năm 2001, 12% dân số của huyện Gampaha, sống ở thành phố Negombo. Đó là một thành phố đa sắc tộc.
| Chủng tộc                 | Dân số  | % trên tổng số |
| Người Sinhalese           | 87,207  | 68%            |
| Người Sri Lankan Tamils   | 17,112  | 13%            |
| Người Indian Tamils       | 2,238   | 1.7%           |
| Người Sri Lankan Hồi giáo | 19,022  | 15%            |
| Người Burghers            | 1,020   | 0.9%           |
| Người Sri Lankan Malays   | 292     | 0.3%           |
| Nguồi Sri Lankan Chetty   | 257     | 0.3%           |
| Người Bharatha            | 400     | 0.4%           |
| Người Hoa                 | 118     | 0.1%           |
| Khác                      | 334     | 0.3%           |
| Tổng                      | 128,000 | 100%           |